# Frankenstraße 61 (Stralsund)

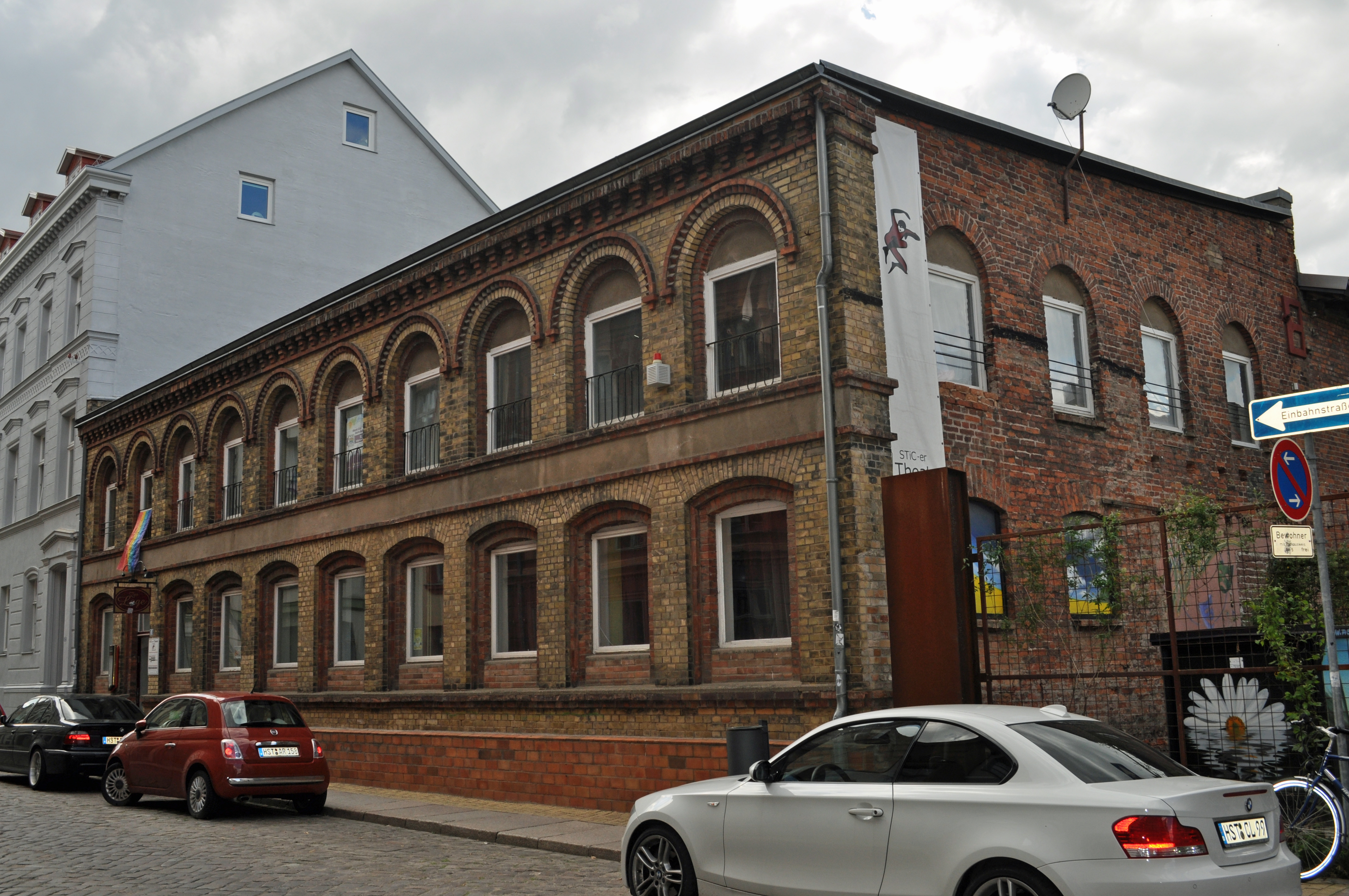
Das Haus Frankenstraße 61 Stralsund (2012)

Das Haus mit der postalischen Adresse Frankenstraße 61 / Langenstraße 21 ist ein unter Denkmalschutz stehendes Gebäude zwischen der Frankenstraße und der Langenstraße in Stralsund.
Das zur Frankenstraße gelegene zweigeschossige und zehnachsige Gebäude aus gelben und roten Ziegeln wurde im Jahr 1880 durch die Pommersche Eisengießerei auf einem im selben Jahr von der Stralsunder Zuckerfabrik erworbenen Grundstück errichtet. Der Gebäudekomplex erstreckt sich bis zur parallel verlaufenden Langenstraße.
Im Gebäude ist das Stic-er Theater ansässig, ebenso die „Alte Eisengießerei“, ein Veranstaltungsort.
Das Haus liegt im Kerngebiet des von der UNESCO als Weltkulturerbe anerkannten Stadtgebietes des Kulturgutes „Historische Altstädte Stralsund und Wismar“. In die Liste der Baudenkmale in Stralsund aus dem Jahr 1997 ist es mit der Nummer 250 eingetragen.